# Hugo López-Gatell Ramírez

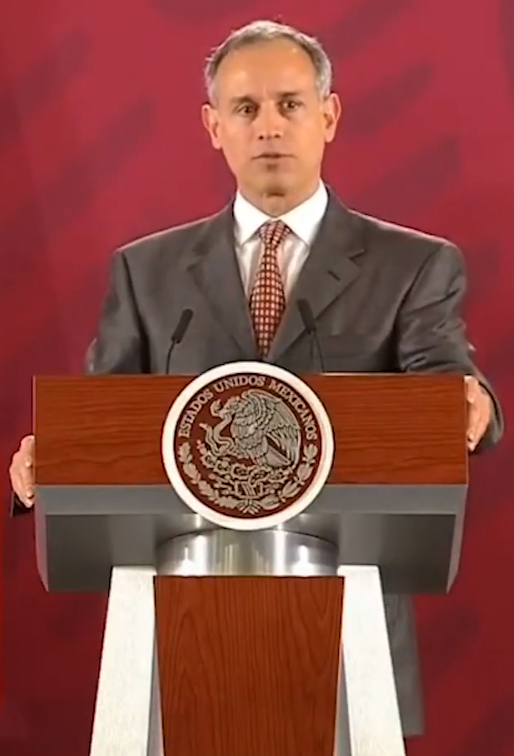
Hugo López-Gatell Ramírez

Hugo López-Gatell Ramírez (n. 13 februarie 1969, Ciudad de México, Mexic) este un epidemiolog, cercetător, profesor și funcționar public mexican. Începând cu 1 decembrie 2018, este șeful subsecretariatului de prevenire și promovare a sănătății din Ministerul Sănătății din Mexic.

## Biografie
López-Gatell a intrat la Universitatea Națională Autonomă din Mexic, unde a absolvit doctor în 1994. Are o specialitate în medicină internă de la Institutul Național de Științe Medicale și Nutriție Salvador Zubirán, pe care l-a finalizat în 2000; un master în științe medicale, dentare și de sănătate de la Universitatea Națională Autonomă din Mexic și un post-doctorat în epidemiologie.El a fost ales în Comitetul de experți al Regulamentelor internaționale de sănătate (IHR) de către Organizația Mondială a Sănătății (OMS). Veți participa la acest grup pentru o perioadă de patru ani.Începând cu 1 decembrie 2018 și în prezent ocupă funcția de șef al subsecretariatului de prevenire și promovare a sănătății din Ministerul Sănătății din Mexic.